# Pfarrkirche Pölfing-Brunn

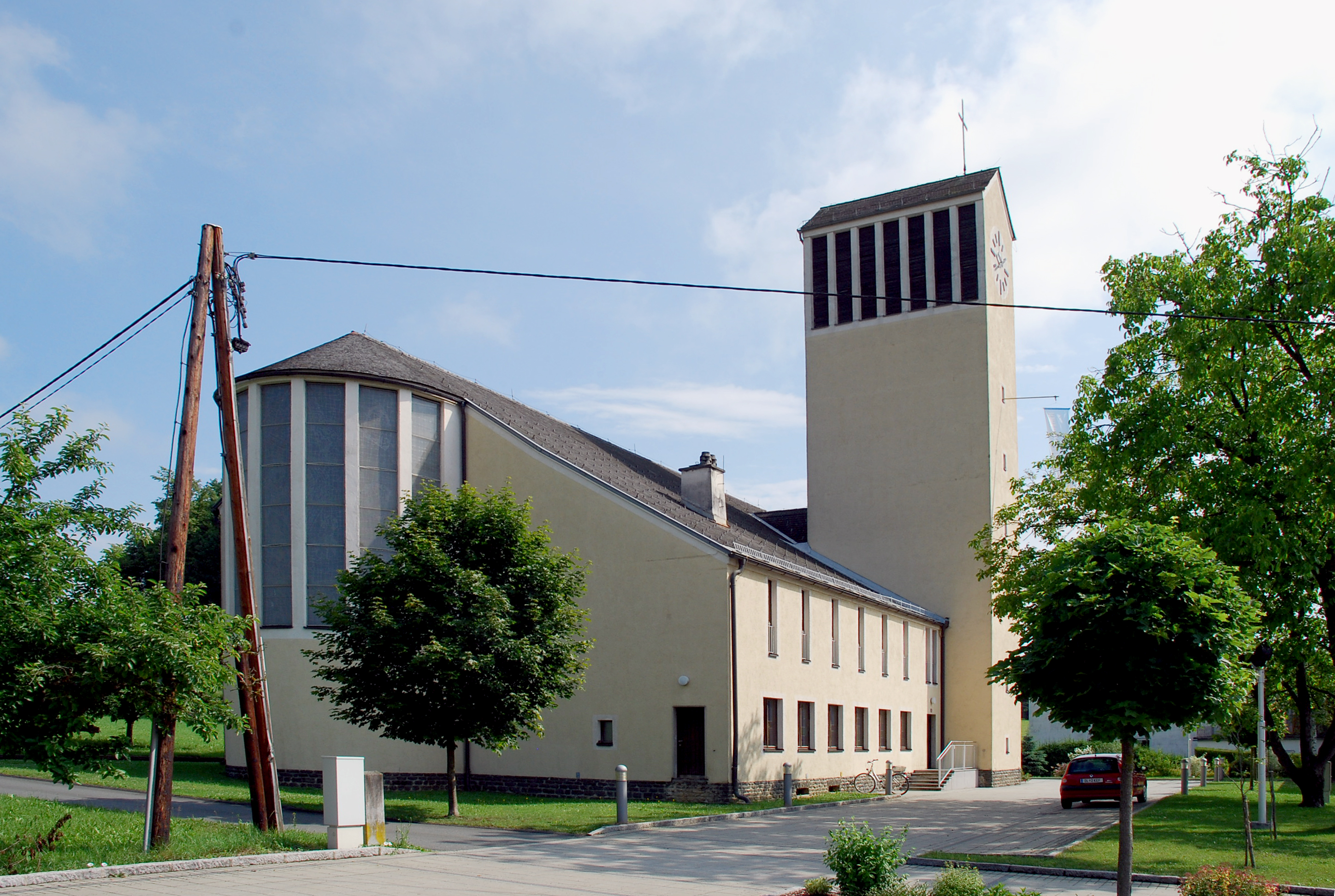
Pfarrkirche Maria Königin in Pölfing-Brunn

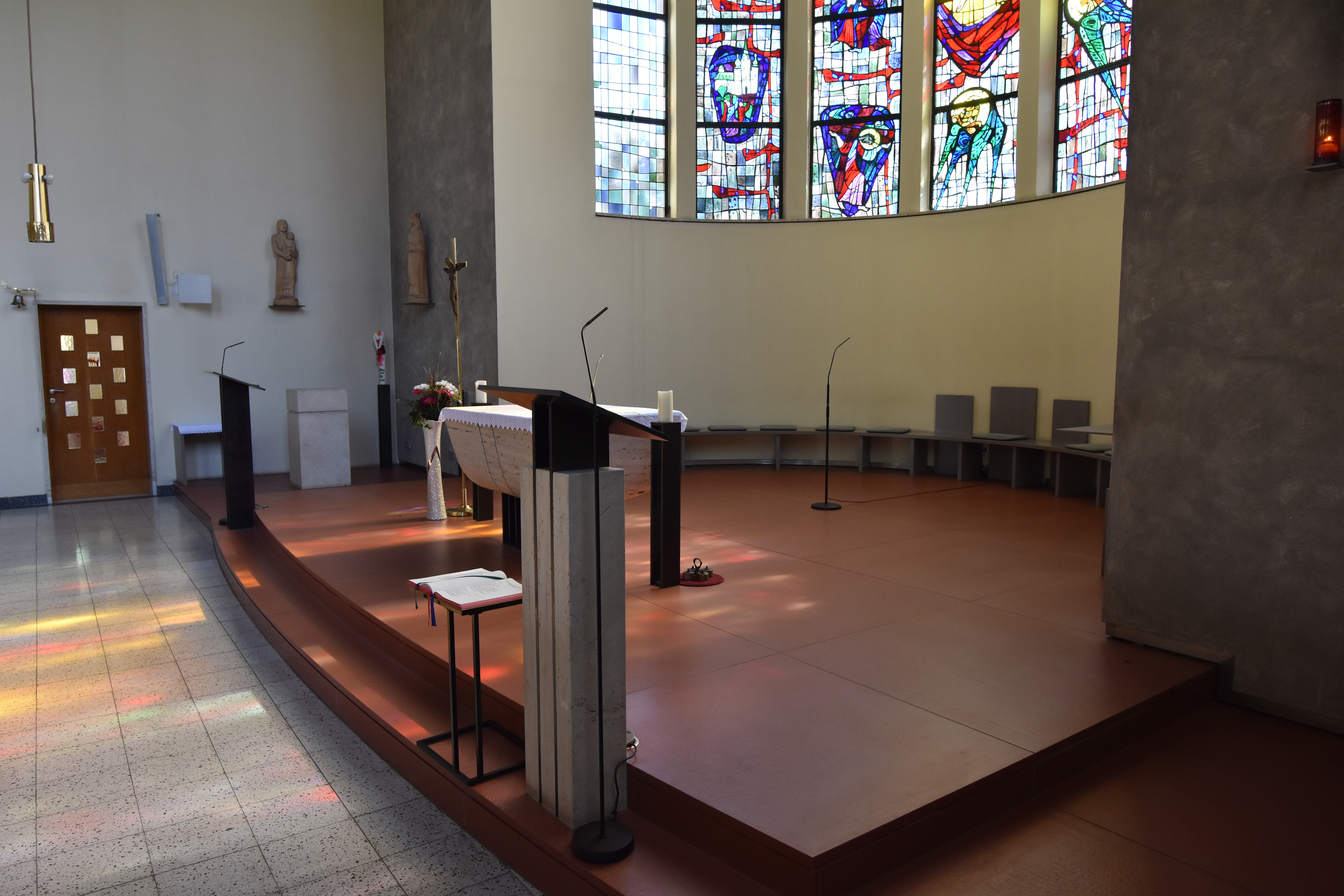
Altarraum der Pfarrkirche

Die römisch-katholische Pfarrkirche Pölfing-Brunn steht im Ort Brunn in der Gemeinde Pölfing-Brunn in der Steiermark. Die Pfarrkirche Maria Königin gehörte bis Ende August 2018 zum dann aufgelösten Dekanat Deutschlandsberg in der Diözese Graz-Seckau, seit Auflassung dieses Dekanates liegt sie im Seelsorgeraum Südweststeiermark. Die Kirche steht unter Denkmalschutz.

## Geschichte
Die Kirche wurde von 1957 bis 1959 auf dem Gelände eines ehemaligen Bergbaugebietes nach den Plänen des Architekten Karl Lebwohl erbaut und 1961 mit Diözesanbischof Josef Schoiswohl geweiht. Die Expositurkirche der Pfarrkirche Wies wurde 1977 zur Pfarrkirche erhoben. 1991 bildet die Pfarre einen Pfarrverband mit St. Ulrich in Greith und 2002 kam Wies dazu. 

## Architektur
Der schlichte Kirchenbau mit einem Langhaus unter einem Satteldach hat hohe Rechteckfenster. Das große Glasfenster im halbkreisförmigen Chor mit der Krönung Mariens, Szenen aus den Rosenkranzgeheimnissen und der Darstellung europäischer Marienwallfahrtsorte malte 1961 der Maler Albert Birkle.

## Ausstattung
Die Kreuzwegbilder malte Anton Hafner. Die Orgel baute die Firma Krenn aus Graz und wurde 1964 geweiht. Die vier Glocken aus Stahl wurden in Bochum gegossen.
2023 wurde das Innere der Kirche renoviert (Erneuerung von Installationen, Beleuchtung, Reinigung von Statuen und Orgel, Malerarbeiten etc.).